# 卤代乙酸
卤代乙酸（英語：haloacetic acid，简称卤乙酸）是一类有卤原子取代乙酸的甲基上的氢形成的有机化合物，可分为单卤代乙酸（monohaloacetic acid）、双卤代乙酸（dihaloacetic acid）、三卤代乙酸（trihaloacetic acid）。
例子包括：
- 一氟乙酸（MFA） FCH2COOH
- 二氟乙酸（DFA） F2CHCOOH
- 三氟乙酸（TFA） F3CCOOH
- 一氯乙酸（MCA） ClCH2COOH
- 二氯乙酸（DCA） Cl2CHCOOH
- 三氯乙酸（TCA） Cl3CCOOH
- 一溴乙酸（MBA） BrCH2COOH
- 二溴乙酸（DBA） Br2CHCOOH
- 三溴乙酸（TBA） Br3CCOOH
- 一碘乙酸（MIA） ICH2COOH
- 二碘乙酸（DIA） I2CHCOOH
- 三碘乙酸（TIA） I3CCOOH